# Бешлия, Мирсад
Мирсад Бешлия (босн. Mirsad Bešlija, родился 6 июля 1979) — боснийский футболист, полузащитник. Известен по выступлениям за клубы «Железничар», «Генк» и «Харт оф Мидлотиан», а также за сборную Боснии и Герцеговины.

## Биография
Воспитанник школы клуба «Славен» (Живинице). Будучи одним из самых юных игроков, он стал ключевым игроком состава. В 1997 году его заметили в клубе «Босна» из Високо и приобрели игрока. Проведя два сезона в составе «Босны», Мирсад дебютировал в молодёжной сборной Боснии и Герцеговины и в 2000 году перешёл в «Железничар», став любимцем фанатов.
В июле 2001 года Бешлия перешёл в «Расинг» из Генка, где играл на протяжении пяти лет и провёл более 130 матчей в Лиге Жюпиле. В сезоне 2001/2002 он выиграл чемпионат Бельгии. В январе 2006 года за сумму в 850 тысяч фунтов стерлингов (около 1,22 млн евро) он перешёл в шотландский «Харт оф Мидлотиан», и этот трансфер стал самым дорогим в истории клуба. Однако во время переговоров разгорелись споры о том, должны ли выплачиваться за переход игрока дополнительные агентские проценты. В итоге выплаты были прекращены после первого же взноса, и в связи с отсутствием прогресса в переговорах «Генк» потребовал от УЕФА запретить шотландцам регистрировать новых игроков и ввести эмбарго на трансферы. В декабре 2006 года конфликт удалось разрешить, когда «Хартс» доплатил причитающуюся сумму.
Из-за частых травм и скандалов Бешлия не попадал в основной состав клуба, а вскоре он окончательно разругался с тренером клуба Валдасом Иванаускасом. Его отправили в аренду в бельгийский «Сент-Трюйден», а в октябре 2008 года он покинул состав команды. С 2001 по 2006 годы Бешлия выступал за сборную Боснии и Герцеговины, забив всего 4 гола в 37 встречах, однако его сборная не квалифицировалась ни на один турнир. Из-за частых травм и потери формы в клубе он перестал вызываться в сборную с 2007 года. В 2009—2012 годах Бешлия выступал за клуб «Железничар», в составе которого выиграл четыре трофея. По окончании сезона 2011/2012 завершил игровую карьеру.

## Достижения
- Чемпион Боснии и Герцеговины: 2009/2010, 2011/2012[6]
- Победитель Кубка Боснии и Герцеговины: 2010/2011, 2011/2012[6]
- Чемпион Бельгии: 2001/2002[6]